# Hans-Joachim Ruckhäberle
Hans-Joachim Ruckhäberle (* 6. September 1947 in Heidenheim an der Brenz; † 10. April 2017) war ein deutscher Theaterregisseur und Dramaturg.

## Leben
Ruckhäberle studierte von 1967 bis 1974 Literaturwissenschaft, Geschichte, Politik und Philosophie in München und Frankfurt am Main und wurde 1974 promoviert. Von 1976 bis 1980 war er zunächst Referendar, dann Studienrat in München. Ab dem laufenden Spieljahr 1979/1980 arbeitete er als dramaturgischer Mitarbeiter an den Münchner Kammerspielen und begann ein Jahr später mit einer Forschungs- und Lehrtätigkeit an der Universität Paris VIII und am Centre National de la Recherche Scientifique in Paris.
Von 1981 bis 1982 war Ruckhäberle Lehrbeauftragter an der Ludwig-Maximilians-Universität München am Institut für deutsche Philologie II und am Institut für Theaterwissenschaften. 1982 wurde er Dramaturg an den Münchner Kammerspielen. Seit 1983 war er zehn Jahre bis 1993 Chefdramaturg und Mitglied der künstlerischen Leitung der Münchner Kammerspiele unter dem Intendanten Dieter Dorn. Von 1986 an hatte er eine Professur an der Princeton University in den USA inne. Seit 1988 arbeitete Ruckhäberle auch als Regisseur. Seit 1989 war er Lehrbeauftragter an der Staatlichen Akademie für bildende Künste in Stuttgart und seit 1993 Professor für Regie und Dramaturgie an der Kunsthochschule Berlin-Weißensee. Von 1989 bis 1993 war er Mitglied der Akademie der Künste Berlin (West); seit 1993 war er Mitglied der Akademie der Künste Berlin. Von 2002 bis 2011 fungierte er als Chefdramaturg des Bayerischen Staatsschauspiels unter dem Intendanten Dieter Dorn. Seine letzte Arbeit als Dramaturg war Samuel Becketts Endspiel in der Regie von Dieter Dorn bei den Salzburger Festspielen 2016.
Ruckhäberle war verheiratet und lebte mit seiner Familie in München und Berlin.

## Werke
- Flugschriftenliteratur im historischen Umkreis Georg Büchners (= Skripten / Literaturwissenschaft, Band 16), Scriptor, Kronberg im Taunus 1975, ISBN 3-589-20064-2 (Dissertation Universität München, Philosophische Fakultät II, 1974, 409 Seiten, 21 cm).
- (Hrsg.): Frühproletarische Literatur. Die Flugschriften der deutschen Handwerksgesellenvereine in Paris 1832–1839 (= Monographien, Band 34). Scriptor, Kronberg im Taunus 1977, ISBN 3-589-20568-7.
- Hans-Joachim Ruckhäberle, Helmuth Widhammer: Roman und Romantheorie des deutschen Realismus. Darstellung und Dokumente (= Athenäum-Taschenbücher, Band 2125). Athenäum, Kronberg im Taunus 1977, ISBN 3-7610-2125-9.
- Heine und die frühe Arbeiterbewegung in Paris. In: Heinrich Heine 1797 – 1856. Internationaler Veranstaltungszyklus zum 125. Todesjahr 1981 bei Eröffnung des Studienzentrums Karl Marx-Haus Trier. Mit Beiträgen von Klaus Briegleb, Michael Espagne, Jacques Grandjonc, Bernd Kortländer, Joseph A. Kruse, Inge Rippmann, Ursula Roth, Hans-Joachim Ruckhäberle, Wolfgang Schieder und Michael Werner. (= Schriften aus dem Karl-Marx-Haus, Band 26), Trier 1981, S. 66–79, DNB 820702439 (Beiträge deutsch und französisch).
- Frühproletariosches Bewußtsein – Ästhetisierung des Alltäglichen. In: Lars Lambrecht (Hrsg.): Entstehung der Arbeiterklasse. Argument, Berlin 1981, S. 44–69. ISBN 3-88619-019-6
- Bildung und Organisation in den deutschen Handwerksgesellen- und Arbeitervereinen in der Schweiz. Texte und Dokumente zur Kultur der deutschen Handwerker und Arbeiter 1834 – 1845. Herausgegeben und eingeleitet von Hans-Joachim Ruckhäberle (= Studien und Texte zur Sozialgeschichte der Literatur, Band 4). Niemeyer, Tübingen 1983, ISBN 3-484-35004-0.
- Der Krieg der Armen gegen die Reichen. Ludwig Börne und die deutschen Handwerker und Arbeiter in Paris. In: Inge Rippmann, Wolfgang Labuhn (Hrsg.): „Die Kunst - eine Tochter der Zeit“. Neue Studien zu Ludwig Börne. Aisthesis, Bielefeld 1988, S. 99–110. ISBN 3-925670-12-2.
- Nachruf auf Doris Schade. „Ich bin weniger unglücklich, wenn ich spiele“. In: Jahrbuch. Bayerische Akademie der Schönen Künste in München. 26. 2012 (2013), S. 219–221.